# O Jesus, jag häpnar för kärleken stora
O Jesus, jag häpnar för kärleken stora är en kristen påsksång av Betty Ehrenborg. De fem verserna är utformade som en bön eller ett tilltal till Jesus. Sången publicerades år 1859 i sångboken Pilgrimsharpan och fanns med i de tre första upplagorna av Sionstoner. Den har sjungits till en mollmelodi (C-moll, 6/8) av Erik Gustaf Geijer ("Vallgossens visa").

## Publicerad i
- Pilgrimsharpan 1861 som nummer 63, men har där endast fyra verser och nuvarande vers 4 tilldiktats senare.
- Sionstoner 1935 som nr 101 under rubriken "Frälsningens grund i Guds kärlek och förverkligande genom Kristus".